# Zdounky
Zdounky település Csehországban, Kroměříži járásban. Zdounky Troubky-Zdislavice, Rataje, Zborovice, Kostelany, Roštín, Soběsuky, Cetechovice, Šelešovice és Honětice településekkel határos. Lakosainak száma 2100 fő (2024. január 1.).

## Népesség
A település lakosságának változását az alábbi diagram mutatja:
| Lakosok száma | 2269 | 2631 | 2855 | 2464 | 2231 | 2031 | 2119 | 2127 | 2062 | 2100 |
|               | 1869 | 1890 | 1921 | 1950 | 1980 | 2001 | 2017 | 2019 | 2022 | 2024 |